# Guardia Perticara
Guardia Perticara község (comune) Olaszország Basilicata régiójában, Potenza megyében.

## Fekvése
Az Agri folyó völgyében fekszik, a megye központi részén. Határai: Corleto Perticara, Gorgoglione, Gallicchio, Armento és Missanello.

## Története
A település alapítása pontosan nem ismert. A 10. században a szaracénok elpusztították és hosszú ideig lakatlan maradt. A 15. századtól hűbéri birtok lett. 1806-ban, amikor a Nápolyi Királyságban felszámolták a feudalizmust, önálló község lett. Kétszer is földrengések áldozata lett: 1857-ben és 1980-ban

## Népessége
A népesség számának alakulása:

## Főbb látnivalói
- Palazzo Montano
- San Nicola di Bari-templom
- Sant’Antonio-templom
- Santa Maria di Sauro-templom
- San Rocco-templom